# Fulong (sockenhuvudort i Kina, Hainan Sheng, lat 19,32, long 109,46)
Fulong är en sockenhuvudort i Kina. Den ligger i provinsen Hainan, i den södra delen av landet, omkring 120 kilometer sydväst om provinshuvudstaden Haikou. Antalet invånare är 4 926. Befolkningen består av 2 253 kvinnor och 2 673 män. Barn under 15 år utgör 28,0 %, vuxna 15-64 år 65 %, och äldre över 65 år 6,0 %.
Runt Fulong är det ganska tätbefolkat, med 124 invånare per kvadratkilometer. Närmaste större samhälle är Nanfeng, 13,8 km nordost om Fulong. I omgivningarna runt Fulong växer i huvudsak städsegrön lövskog.
Genomsnittlig årsnederbörd är 2 654 millimeter. Den regnigaste månaden är juli, med i genomsnitt 428 mm nederbörd, och den torraste är januari, med 21 mm nederbörd.